# Непомнящий, Борис Иосифович
Борис Иосифович Непомнящий (1929, Клинцы, по другим данным Новозыбков — 1998, Брянск) — советский и российский поэт, учитель русского языка и литературы.

## Биография
Родился в еврейской семье. В годы войны, пока отец и два старших брата были на фронте, вместе с матерью оказался в эвакуации, спасаясь от Холокоста. Проживали в Саратовской области, затем в Ташкенте. После войны семья вернулась в Брянскую область, в Унечу.
В 1948, после окончания средней школы,  сдаёт экзамены и поступает на филологический факультет Московского государственного университета. Но в силу семейных обстоятельств вынужден оставить учёбу в столице. Окончил учительский институт в Сураже и заочно Московский педагогический институт; отказавшись продолжить образование в аспирантуре, более 40 лет проработал учителем школы № 40, а затем гимназии № 1 Брянска.
Публиковал стихи крайне редко. После распада Союза его стихи прозвучали по всероссийскому радио в исполнении Л. А. Озерова, появились публикации на страницах московских и ленинградских газет. В 1996 опубликован единственный прижизненный поэтический сборник «При свете Полярной...». В 2002 было осуществлено расширенное переиздание книги с дополнительным разделом «Стихи последних лет». Поэзия Б. И. Непомнящего получала высокую оценку таких мастеров советской поэзии, как А. П. Межиров, Е. М. Винокуров, В. Д. Берестов, М. Н. Ваксмахер; Л. А. Озеров написал предисловие к первому изданию книги.

## Семья
- Жена — Сара Израилевна Непомнящая.
- Сын — Игорь Борисович Непомнящий, поэт[5] и литературовед.
- Сын — Александр Борисович Непомнящий.
- Внук — Ян Александрович Непомнящий, шахматист.[6][7]

## Публикации
- Непомнящий Б. И. При свете Полярной... «Авторграф», 1996. ISBN 9785855840520.[8][9]